# UFC Fight Night: Stout vs Fisher
UFC Fight Night: Stout vs. Fisher (noto anche come UFC Fight Night 10) è stato un evento di arti marziali miste tenutosi dall'Ultimate Fighting Championship martedì 12 giugno 2007, al Seminole Hard Rock Hotel e Casinò a Hollywood (Florida).

## Retroscena
Questo evento è stato trasmesso in diretta negli Stati Uniti e nel Canada su Spike TV.
L'evento principale ha visto la partecipazione dei pesi leggeri Sam Stout e Spencer Fisher in una rivincita del loro primo incontro a UFC 58: USA vs. Canada, che Stout ha vinto per decisione divisa. 
Fisher aveva accettato quella partita con un preavviso molto breve ed è stato costretto a perdere una notevole quantità di peso - nell'ordine di 20 libbre - per raggiungere il limite di peso leggero di 155 libbre (70 kg).
Secondo Nielsen Media Research, l'evento ha ottenuto un punteggio di 1,2, raccogliendo 1,6 milioni di telespettatori.

## Risultati

### Card preliminare
- Incontro categoria Pesi Leggeri:  Nate Mohr contro  Luke Caudillo

Mohr sconfisse Caudillo per decisione unanime (29-28, 30-27, 29-28).
- Incontro categoria Pesi Welter:  Anthony Johnson contro  Chad Reiner

Johnson sconfisse Reiner per KO (pugni) a 0:13 del primo round.
- Incontro categoria Pesi Leggeri:  Gleison Tibau contro  Jeff Cox

Tibau sconfisse Cox per sottomissione (arm-triangle choke) a 1:52 del primo round.
- Incontro categoria Pesi Welter:  Tamdan McCrory contro  Pete Spratt

McCrory sconfisse Spratt per sottomissione (triangle choke) a 2:04 del secondo round.
- Incontro categoria Pesi Welter:  Forrest Petz contro  Luigi Fioravanti

Petz sconfisse Fioravanti per decisione unanime (29–28, 30–27, 29–28).

### Card principale
- Incontro categoria Pesi Medi:  Drew McFedries contro  Jordan Radev

McFedries sconfisse Radev per KO (pugni) a 0:33 del primo round.
- Incontro categoria Pesi Welter:  Jon Fitch contro  Roan Carneiro

Fitch sconfisse Carneiro per sottomissione (rear-naked choke) a 1:07 del secondo round.
- Incontro categoria Pesi Leggeri:  Thiago Tavares contro  Jason Black

Tavares sconfisse Black per sottomissione (triangle choke) a 2:49 del secondo round.
- Incontro categoria Pesi Leggeri:  Spencer Fisher contro  Sam Stout

Fisher sconfisse Stout per decisione unanime (30–27, 30–27, 30-27).